# Megasónicos
Megasónicos (en basc Megasonikoak) és una pel·lícula d'animació del País Basc produïda el 1997 per Baleuko Kumunikazioa i dirigida per Javier González de la Fuente i José Martínez Montero, procedents del món del vídeo, amb guió d'Iñaki Madariaga i música de José Ramón Gutierrez. Es va realitzar amb el programa Alias Power Animador 3D i gaudia d'un pressupost de 100 milions de pessetes i un equip de 12 persones.

## Argument
Les ments dels habitants de la galàxia són controlades pel president Sinteticom, dictador de l'univers. Domina l'univers gràcies a un exèrcit de robots dissenyats per Doc. Però un dia un vaixell de càrrega de menjar canvia de rumb i arriba a la lluna de Xilem, prohibida pel dicador, on hi viuen l'ancià Takna i el seu gos volador Chimpy, Takna informa als tripulants que Sinteticom, per tal d'assegurar-se el control de la galàxia, en va esborrar la memòria musical. Els tripulants s'adonen que si dispersen la música per la galàxia venceran Sinteticom.

## Premis i nominacions
Va obtenir el Goya a la millor pel·lícula d'animació el 1997. També fou exhibida al Velòdrom en el Festival Internacional de Cinema de Sant Sebastià de 1997.